# Affaire de l'Aéropostale

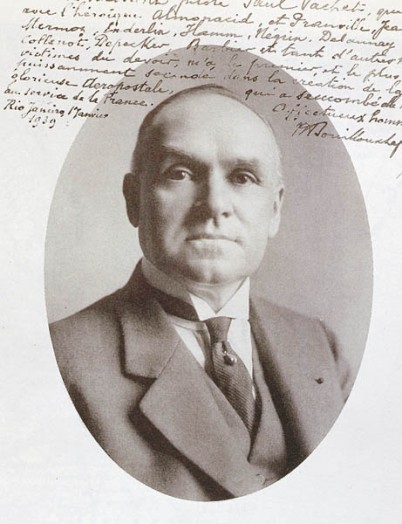
Marcel Bouilloux-Lafont, dirigeant et principal actionnaire de la Compagnie générale aéropostale.

L'affaire de l'Aéropostale est une affaire politico-financière française, qui trouve sa source dans les difficultés rencontrées par la Compagnie générale aéropostale (CGA) au tournant des années 1930. Après avoir utilisé des deniers publics pour verser des pots-de-vin aux autorités brésiliennes et argentines, et commis certaines manipulations comptables, la société, dont la survie dépendait de subventions du ministère de l'Air, entre finalement en liquidation. Sa chute éclabousse directement Pierre-Étienne Flandin, avocat de la CGA et futur président du Conseil. Elle entraîne la ruine de son principal actionnaire, Marcel Bouilloux-Lafont, et porte un coup d'arrêt à la carrière politique de son frère, Maurice Bouilloux-Lafont, vice-président de la Chambre des députés au moment des faits.

## Contexte

### Le secteur du transport aérien à la fin des années 1920
A l'issue de la Première Guerre mondiale, le secteur aéronautique est en ébullition. Le Traité de Versailles attribue en 1919 à chaque pays la souveraineté sur la portion du ciel qui surplombe son territoire. Les compagnies aériennes en formation entrent en concurrence pour obtenir des droits exclusifs de survol et d'escale, alors que les coûts liés à la construction d'aéronefs et à l'exploitation de lignes s'envolent. Le transport aérien est également considéré par l'opinion comme un service public. Dans ce contexte, l’État français ambitionne de constituer une compagnie aérienne en situation monopolistique, à l'aide de subventions distribuées par le ministère de l'Air.

### L'Aéropostale
Pierre-Georges Latécoère fonde à cette époque la CGEA (Compagnie générale d'entreprises aéronautiques) pour ouvrir l'Amérique du Sud au transport aérien, et y exploiter des opportunités économiques. Echouant à obtenir les autorisations de survol et les contrats postaux, il vend l'entreprise à Marcel Bouilloux-Lafont, banquier et entrepreneur dans les travaux publics. Son frère, Maurice Bouilloux-Lafont, est alors vice-président de la Chambre des députés et se consacre à la gestion de l'empire financier familial. Marcel Bouilloux-Lafont renomme la CGEA, qui devient la Compagnie générale aéropostale (CGA), et axe sa stratégie d'entreprise sur la lutte contre l'influence américaine dans la région et le développement de nouvelles technologies.

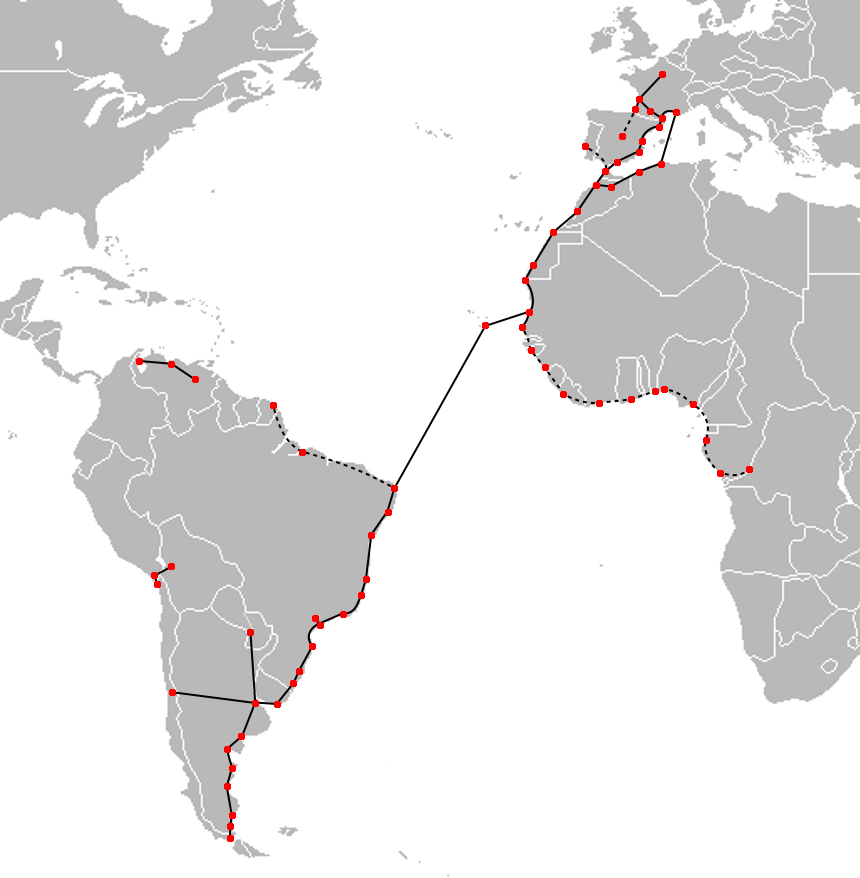
Lignes de l'Aéropostale en 1930, les projets de lignes apparaissent en pointillés.

Le développement de l'Aéropostale se fait à l'intersection du monde politique et des cercles financiers. Après une intervention du président de la République Gaston Doumergue, Marcel Bouilloux-Lafont parvient à obtenir les autorisations requises et des contrats postaux dans l'ensemble des pays d'Amérique du Sud, à l'exception de la Colombie et de l'Équateur. Il doit pour cela constituer un fonds secret pour financer des dessous de table. Il se lance ensuite dans la construction d'aéroports sur le sous-continent, financée par des fonds publics, les banques du groupe Bouilloux-Lafont, ainsi que des bons obligataires. La construction d'infrastructures suppose, en raison des lois locales, de passer par l'intermédiaire de sociétés sœurs de la Compagnie générale aéropostale, fondées dans les pays d'accueil. La structure ainsi choisie empêche l’État français de contrôler l'emploi qui est fait des subventions, et rend l'Aéropostale dépendante de l'existence et de la bonne santé financière de ces sociétés. La ligne entre la France et l'Amérique du Sud se met en place et reste active de 1927 à 1931. L'Aéropostale a ainsi mis en place une ligne de 15 000 km, sillonnée par 200 avions, avec 46 aérodromes et 70 installations de TSF, pour un investissement total de 670 millions de francs.
Le projet de Marcel Bouilloux-Lafont commence alors à dépasser l'Amérique du Sud, pour s'étendre aux Antilles, aux colonies françaises d'Afrique et à l'Amérique du Nord.
En 1930, l'Aéropostale a un chiffre d'affaires supérieur à celui de toutes les autres entreprises aéronautiques françaises réunies, et obtient le plus de subventions du ministère de l'Air. Alors que la situation stratégique de l'Aéropostale se fragilise, elle dépend de plus en plus des aides publiques. En 1929, la CGA obtient du ministère de l'Air le renouvellement de sa convention, une augmentation de capital, ainsi qu'une émission obligataire. Le ministre des Finances, Henry Chéron, s'oppose à ces mesures jugées dispendieuses, et elles ne sont pas soumises au Parlement. L'Aéropostale fait alors face à un mur de la dette. Elle est concurrencée de plus en plus sérieusement par la Panair et Lufthansa, alors même que son prestige s'accroît dans l'opinion publique.

## Déroulement

### La cessation des paiements
Le 5 mars 1931, l'Aéropostale se trouve en cessation des paiements. Une enquête de l'Inspection des finances de février 1930 avait déjà mis en lumière des irrégularités comptables et des dépenses d'exploitation trop élevées. Emmanuel Chaumié, directeur de l'aéronautique marchande au ministère de l'Air, mit en garde André Bouilloux-Lafont dans une lettre du 22 février 1930. Le ministère de l'Air avait alors décidé de conditionner tout nouvel emprunt et toute augmentation de capital à une réorganisation financière et à des rapprochements avec d'autres groupes. La crise économique et les révolutions brésilienne et argentine de 1930, provoquées par l'effondrement du cours du café, mirent en difficulté les banques du groupe Bouilloux-Lafont, qui exigèrent de la CGA le remboursement du découvert qu'elles lui ont accordé. Face au refus de l’État d'autoriser une nouvelle émission obligataire et le renouvellement des concessions, et à celui de Marcel Bouilloux-Lafont de changer la majorité du capital, la cessation des paiements était inévitable. Le scandale éclate alors au grand jour.

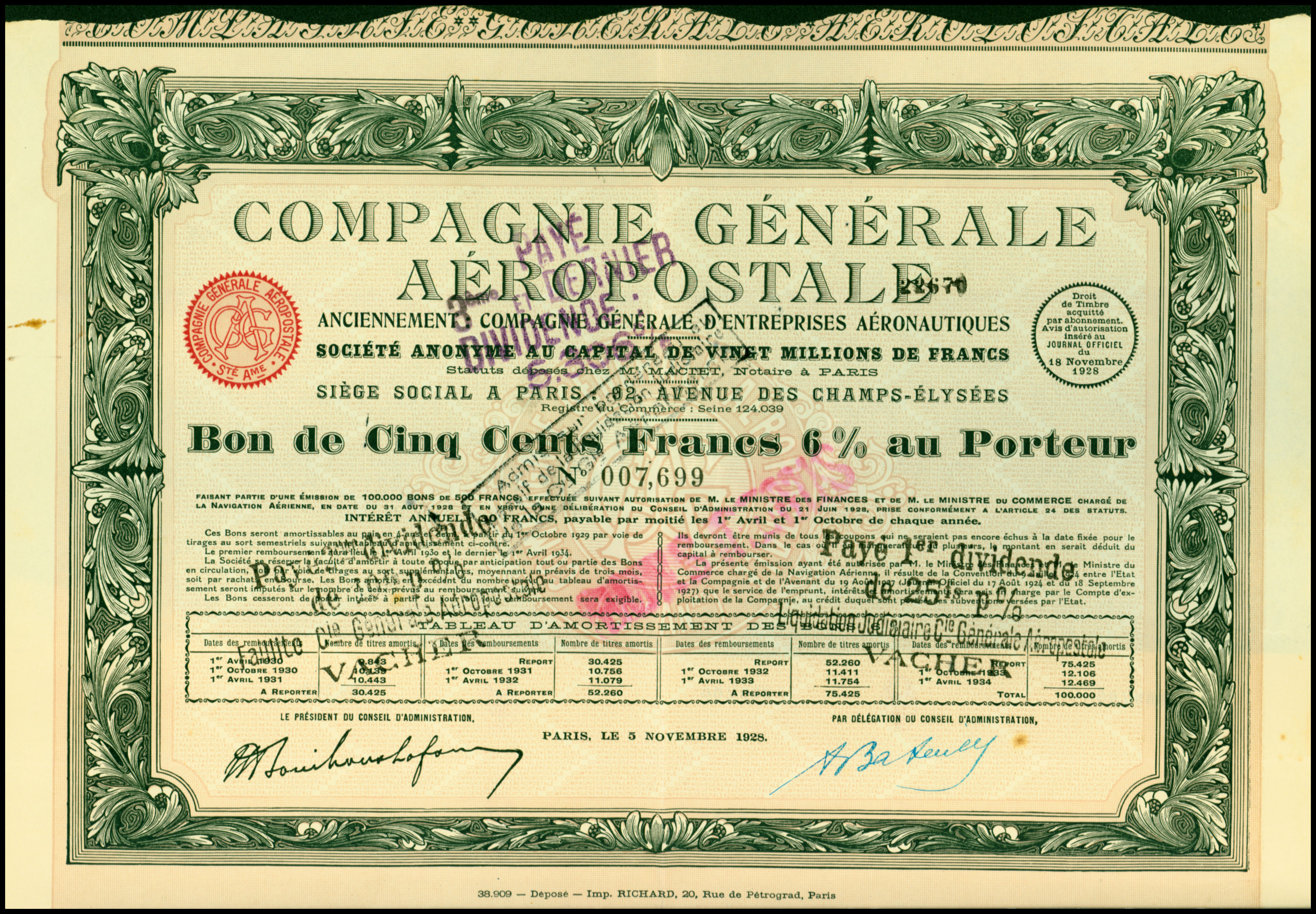
Bon de la Compagnie générale Aéropostale de 1928, laissant apparaître une formule ambiguë : « La présente émission ayant été autorisée par M. le Ministre des Finances et M. le Ministre du Commerce chargé de la Navigation Aérienne, il résulte de la Convention du 9 juillet 1924 [...] que le service de l'emprunt, intérêts et amortissements, sera pris en charge par le Compte d'exploitation de la Compagnie, au crédit duquel sont portées des subventions versées par l’État ».

Les parlementaires refusent de laisser sombrer un fleuron français, outil du rayonnement du pays. Là où Jacques-Louis Dumesnil, ministre de l'Air, propose le renouvellement du capital et la reprise du passif de la CGA par l’État, les parlementaires tranchent finalement pour la liquidation, suggérée par Jules Moch. L'étude de la comptabilité de la société révèle que certains travaux effectués par des entreprises du groupe Bouilloux-Lafont sur les aéroports auraient été surévalués, afin de financer les dessous de table. La lecture des prospectus des émissions obligataires de 1927, 1928 et 1929 met en évidence une formule ambiguë, laissant entendre une garantie des finances de l'Aéropostale par l’État, alors même que le plafond budgétaire majorait le montant de subventions pouvant être accordées. Ces prospectus ayant été approuvés par les ministres des Finances successifs, les petits porteurs estiment qu'ils peuvent se retourner contre l’État pour obtenir le remboursement des emprunts si la CGA fait faillite. L’État craint alors une forme de chantage à la faillite. 
Les Bouilloux-Lafont organisent leur défense sur deux axes. Ils estiment d'une part que la faillite est instrumentalisée afin d'obérer les perspectives de carrière de Maurice Bouilloux-Lafont, qui souhaite se présenter à la présidence de la Chambre en janvier 1931, et d'autre part que la presse est manipulée par des concurrents de l'Aéropostale, en particulier allemands et anglo-saxons. L'image mythique de l'entreprise n'est pas ternie dans l'opinion publique, qui associe toujours la CGA aux plus grands pilotes et explorateurs de l'époque,.

### L'affaire Flandin

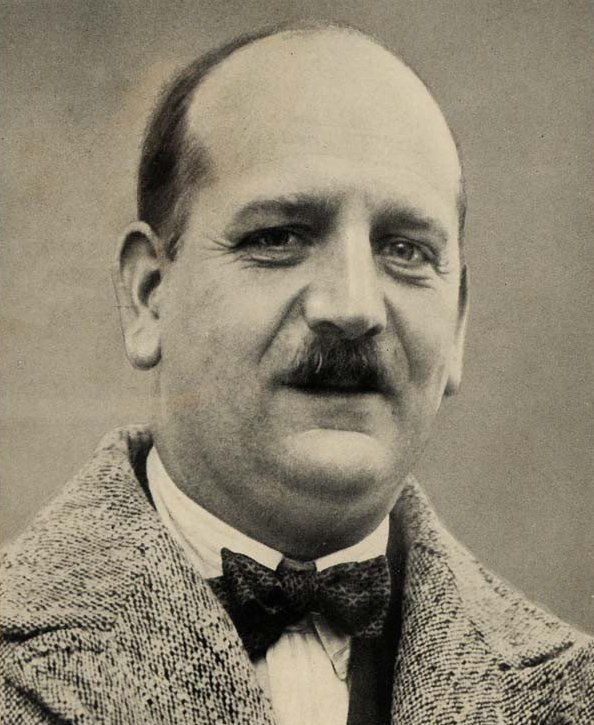
Pierre-Étienne Flandin, avocat des Bouilloux-Lafont.

Mais le débat se déplace alors vers un autre protagoniste, Pierre-Étienne Flandin. Avocat, député et président de l'Alliance démocratique, il devient en mars 1931 ministre des Finances du gouvernement Laval. Les communistes, socialistes et radicaux l'accusent d'avoir été le conseil de l'Aéropostale, société subventionnée par l’État, ce qui contrevient à la loi de 1928 sur les incompatibilités parlementaires. Flandin se défend d'avoir été l'avocat conseil de la CGA (ce qui supposerait le statut de salarié), mais entretient en réalité des relations très étroites avec le groupe Bouilloux-Lafont. La bataille entre le gouvernement et les socialistes se déchaîne dans la presse, opposant L'Humanité, Le Populaire et Paris-Midi au Temps, au Figaro, à l'Écho de Paris. En novembre 1932, un document est produit à la tribune, démontrant que Pierre-Étienne Flandin a été l'avocat conseil de deux des sœurs de l'Aéropostale, de janvier 1928 à février 1931. Ces sociétés ne sont pas dans le champ de la loi de 1928 mais ont tout de même bénéficié indirectement des subventions, ce que la gauche parlementaire estime être le signe d'un conflit d'intérêts. En raison d'un changement de gouvernement dès mai 1932, l'affaire Flandin finit par tourner court, et les socialistes la laissent retomber. Pierre-Étienne Flandin n'a donc pas à démissionner et il n'est pas condamné, contrairement à ce qui a pu se produire dans l'affaire Oustric et l'affaire Stavisky.

### La réorganisation du groupe
Un comité de direction est chargé d'assister le liquidateur pour préserver l'actif de la CGA et son activité. Le 15 juin 1931, Raoul Dautry, partisan d'un rapprochement entre les différentes compagnies aériennes françaises, devient le véritable dirigeant de l'entreprise. La situation financière de l'Aéropostale est graduellement assainie moyennant des réorganisations et des économies, ainsi que la suppression des lignes non rentables. La position concurrentielle de la CGA se détériore, et elle doit renoncer à ses projets d'expansion et ses partenariats (lignes en Afrique avec Gnome et Rhône, lignes en Amérique du Nord avec des compagnies anglo-américaines). Elle négocie un accord de pool avec la Panair et Lufthansa au Brésil en 1932, malgré l'opposition des Bouilloux-Lafont. 

### L'affaire des faux
Alors que Jacques-Louis Dumesnil envoie, en avril 1931, une mission au Brésil pour enquêter sur la majoration du prix des travaux, les Bouilloux-Lafont, rejoints par L'Action française et Le Cri du jour, s'estiment victimes d'un complot instigué par Emmanuel Chaumié, directeur de l'aéronautique civile au ministère de l'Air, ancien député, ancien cadre de l'Aéropostale et proche de Laurent Eynac. L'obstination de ce dernier à évincer les Bouilloux-Lafont de la direction de la CGA a pu passer pour de l'acharnement. L'hypothèse du complot semble confortée par un échange ayant eu lieu entre Didier Daurat, directeur d'exploitation de l'Aéropostale, et Emmanuel Chaumié ainsi que Jacques Louis-Dumesnil, lui demandant s'il serait prêt à continuer l'exploitation de la compagnie si les Bouilloux-Lafont devaient quitter son capital.  
Au début de l'année 1932, André Bouilloux-Lafont, fils de Marcel et administrateur délégué de l'Aéropostale, remet à Paul Painlevé, alors ministre de l'Air, un dossier incriminant Chaumié, démontrant sa collusion avec Paul-Louis Weiller, administrateur délégué de Gnome et Rhône, et sa compromission avec Lufthansa et l'Allemagne, contraire aux intérêts nationaux. Le dossier ne contient en réalité que des faux conçus par Lucien Colin, alias Serge Lucco, un escroc informateur des Renseignements généraux. La presse socialiste accuse les Bouilloux-Lafont d'avoir eux-mêmes inventé les pièces, tandis que le rôle des Renseignements généraux reste trouble. André et Marcel Bouilloux-Lafont sont inculpés. Au dossier s'ajoutent des marchés fictifs, des reçus fictifs et des signatures douteuses. Marcel est emprisonné pendant trois mois pour usage de faux, puis bénéficie de quatre non-lieux.  

### Vers une compagnie aérienne unique
L'affaire pousse le Parlement à voter le nouveau statut de l'aviation marchande avec la loi du 11 décembre 1932. Le réseau et les subventions sont rationalisés, et l’État cherche à concentrer les différentes compagnies concurrentes. En 1933, Air Orient, Air Union, la CIDNA et la SGTA s'associent pour former la SCELA, détenue à 25% par l’État. Cette compagnie reçoit désormais l'ensemble des subventions, et la CGA perd son réseau. Pierre Cot fait évaluer puis céder l'actif corporel de la CGA, au prix d'acquisition minoré de dépréciations, et sans considération pour le fonds de commerce, ce qui donne un prix de 50 millions de francs, pour des actifs évalués à 250 millions. Les Bouilloux-Lafont, affaiblis par leur procès dans l'affaire des faux, acceptent, indignés mais résolus. Le personnel de l'Aéropostale, très attaché à son image et à son histoire, est écœuré. La SCELA ayant récupéré les appareils et le matériel de la CGA, elle devient Air France. 
Air France peine à obtenir en Amérique du Sud les contrats nécessaires à l'exploitation, peut-être en raison du prestige des Bouilloux-Lafont. L'espace aérien des pays sud-américains est ouvert à la concurrence en 1934. Les condamnations prononcées à l'encontre des Bouilloux-Lafont sont légères, faute de preuves, mais ils sont ruinés et doivent vendre leurs aéroports.

## Conséquences et postérité
L'affaire pousse le Parlement à voter le nouveau statut de l'aviation marchande et à mettre fin à la concurrence entre compagnies aériennes. En ce sens, elle ouvre une nouvelle période de l'histoire de l'aviation civile française.
La chute de l'Aéropostale est l'un des symptômes du recul de l'influence française en Amérique latine dans les années 1930, sous l'effet d'une concurrence accrue avec l'Allemagne, les États-Unis et le Royaume-Uni.
La famille Bouilloux-Lafont, qui appartenait à l'élite financière parisienne depuis la fondation, en 1855, de la banque homonyme par Pierre Bouilloux-Lafont, est ruinée et déclassée. Guillemette de Bure, petite-fille de Marcel Bouilloux-Lafont, estime que l'Aéropostale, fragilisée par la Grande Dépression, a surtout été abandonnée par le gouvernement français dans le cadre du rapprochement entamé par Pierre Laval avec l'Allemagne en 1931. Marcel Dassault écrivit, quant à lui, que « si l’État avait aidé Marcel Bouilloux-Lafont, comme il le ferait aujourd'hui, une grande entreprise aurait survécu et il aurait connu honneurs et félicitations ».